# عطار (صدفة)
عطّار وهو نوع من جنس العطار أو دَولَعة نمشاء أو دُلاّع أنمش.

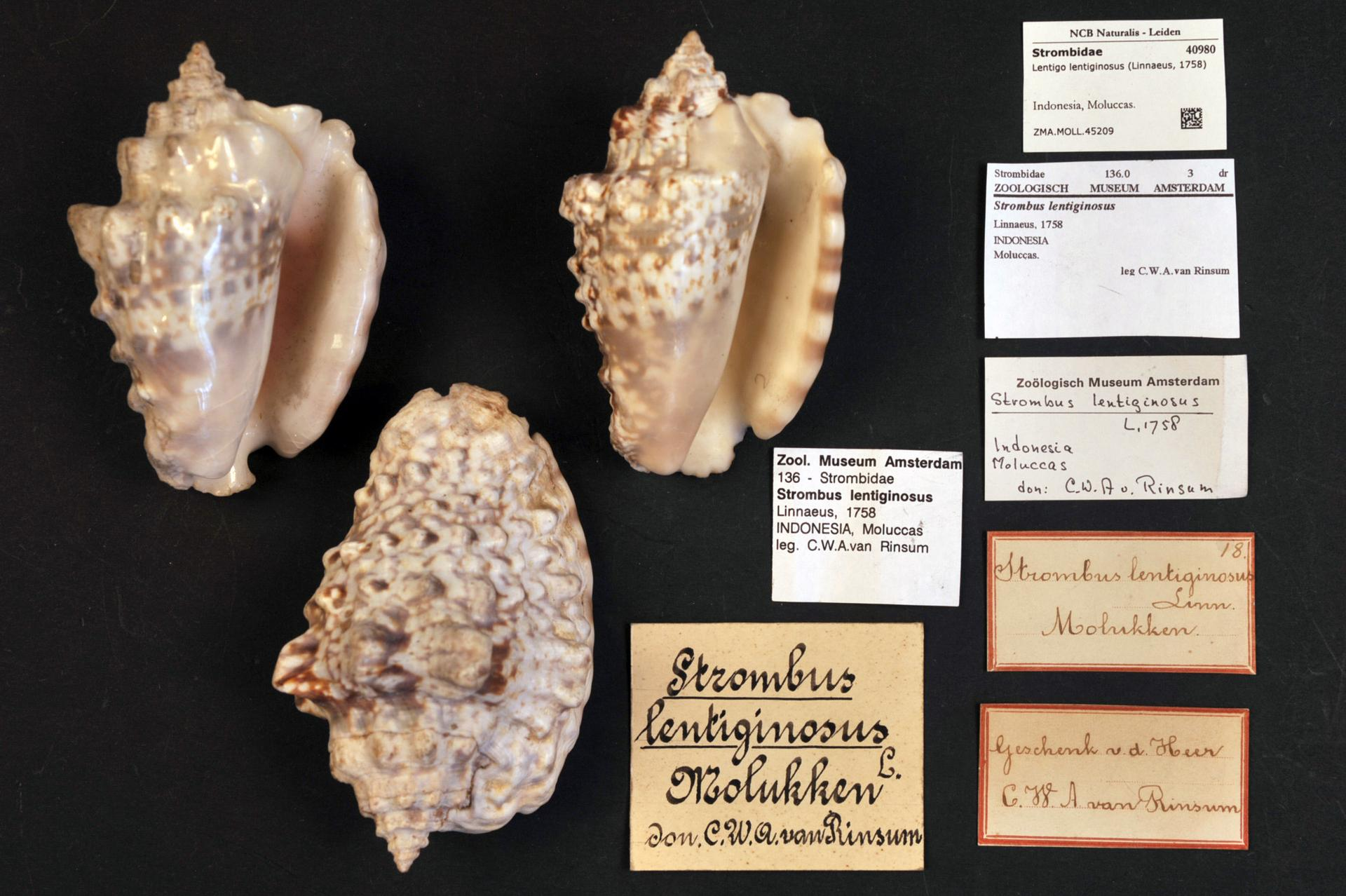